# Muhammed Doğan
Muhammed Doğan  (Ségou, Malí, 1 de agosto de 1971), nacido como Fernand Coulibaly, es un exfutbolista de Malí que jugaba en la posición de delantero centro. En 2018 recibió la nacionalidad turca y cambió su nombre.

## Carrera

### Club
| Periodo   | Club                 | Apariciones | Goles |
| --------- | -------------------- | ----------- | ----- |
| 1987–1991 | Stade Lavallois      | 18          | 3     |
| 1991–1992 | AS Saint-Etienne II  | 16          | 7     |
| 1993–1994 | Al-Wahda Mecca       | 27          | 12    |
| 1994–1995 | Adana Demirspor      | 24          | 9     |
| 1995–1997 | Gaziantepspor        | 45          | 16    |
| 1997–1998 | Ankaragücü           | 27          | 13    |
| 1999      | Gaziantepspor        | 5           | 2     |
| 1999–2000 | Vanspor              | 19          | 9     |
| 2000–2002 | Denizlispor          | 39          | 17    |
| 2001      | → Siirtspor (cedido) | 13          | 5     |
| 2002–2003 | Diyarbakırspor       | 7           | 1     |

### Selección nacional
A nivel de selecciones menores representó a Francia en la categoría sub-17, pero jugó para Malí a nivel de selección absoluta con la que jugó 32 partidos de 1992 al 2000 y anotó ocho goles, incluyendo uno en la Copa Africana de Naciones 1994.

## Cárcel
En octubre de 2005 Coulibaly estuvo encarcelado en la Prisión Central de Bamako, debido a una investigación en su contra por inversiones hechas en el Banque l'Habitat Mali.